# Фонд МСФО
Фонд Международных стандартов финансовой отчетности (Фонд МСФО) (англ. International Financial Reporting Standards Foundation  (IFRS Foundation)) — некоммерческая организация, образованная в 2001 году.

## Цель создания
Фонд МСФО создавали как независимую, некоммерческую организацию, которая бы служила
общественным интересам. Управление и процедура утверждения стандартов разрабатываются
для сохранения независимости принятия стандартов от групп с особыми интересами и
обеспечения подотчетности партнерам по всему миру.

## История создания Фонда МСФО
Фонд КМСФО (англ. IASC Foundation) образован в 2001 году в ходе реорганизации прежней системы МСФО, а в январе 2010 года сменил имя на Фонд МСФО. Офисы фонда МСФО располагаются в Лондоне (Великобритания) и в Токио (Япония).
Структура Фонда МСФО состоит:
- Наблюдательный Совет;

¤ Попечители фонда МСФО;
 — Консультативный Совет по стандартам;
 — Совет по МСФО;
 — Комитет по интерпретациям МСФО.

## Наблюдательный Совет
Наблюдательный Совет был создан 15 января 2009 года на заседании в Нью-Дели (Индия) с целью взаимодействия между регуляторами рынков капитала, отвечающими за форму и содержание финансовой отчетности, и Фондом МСФО.
Функции Наблюдательного Совета:
- участие в назначении и утверждении попечителей,
- оценка целесообразности и правомерности действий попечителей,
- обсуждение с попечителями сфер их ответственности,
- включение в повестку КМСФО вопросов финансовой отчетности, представляющих интерес общественности.

Состав Наблюдательного совета:
- Международная организация комиссий по ценным бумагам,
- Европейская комиссия,
- Агентство финансовых услуг (Япония),
- Комиссия по ценным бумагам и биржам,
- Комиссия по ценным бумагам (Бразилия),
- Комиссия финансовых услуг Южной Кореи,
- Базельский комитет по банковскому надзору в качестве наблюдателя.

Наблюдательным Советом возглавляет на текущий момент Жан-Поль Серве, который является вице-председателем Международной организации комиссий по ценным бумагам, а также председателем Управления финансовых услуг и рынков Бельгии.

## Попечители Фонда МСФО
Управление фондом осуществляют 22 члена правления — попечители (по шести из Северной Америки, Европы, Азиатско-Тихоокеанский регион; один из Африки, один из Южной Америки, и два из любой территории, но с учётом необходимости поддерживать географический баланс). Члены правления избираются на 3 года, с возможностью продления. Новые члены правления избираются предшествующим составом правления после консультаций с национальными и международными организациями аудиторов. Большая часть членов правления являются бывшими или настоящими сотрудниками крупных корпораций, руководителями бирж и национальных ассоциаций предпринимателей.
Текущий состав включает в себя 20 попечителя:
1. Майкл Прада (председатель),
2. Рональд Аркулли (заместитель председателя),
3. Шейла Фрэйзер (заместитель председателя),
4. Гильермо Бабатц,
5. Алан Беллер,
6. Чандрасекар Бхаскар Бхаве,
7. Элза Болс
8. Вернер Брандт,
9. Абдулрахман Аль-Хумейди,
10. Su-Keun Kwak,
11. Каллум Маккарти,
12. Уайзман Нкухлу,
13. Джоджи Окада,
14. Марко Онадо,
15. Джеймс Куигли,
16. Мария Элена Сантана,
17. Такафуми Сато,
18. Курт Шахт,
19. Линн Вуд,
20. Guangyao Zhu

Функции попечителей Фонда МСФО:
- назначение членов и наблюдение за Советом по Международным стандартам финансовой отчётности, который разрабатывает Международные стандарты финансовой отчетности;
- назначение членов Консультативного Совета по МСФО и Комитета по интерпретациям международной финансовой отчётности;
- контроль эффективности работы всех органов МСФО;
- обеспечение финансирования;
- утверждение бюджета;
- внесение изменений в устав;
- подотчетность перед Наблюдательным Советом[4].

## Совет по МСФО
Совет по Международным стандартам финансовой отчётности (СМСФО) (англ. International Accounting Standards Board) — независимый орган Фонда МСФО, члены которого отвечают за разработку и публикацию МСФО, а также за утверждение интерпретаций МСФО. В процессе разработки публикуются документы для обсуждения, например, проекты стандартов, по которым принимаются комментарии. Офис располагается в Лондоне, Великобритания.
В состав совета входит входить 15 членов, 12 из которых назначаются на постоянной основе Попечителями Фонда МСФО.
Цели перед СМСФО стоят по разработке и принятию комплекта стандартов учёта и активному сотрудничеству с национальными органами для обеспечения максимального сближения стандартов финансовой отчётности во всём мире.

## Комитет по интерпретациям МСФО
Комитет по интерпретации МСФО (англ. International Financial Reporting Interpretations Committee (IFRIC)) был создан в 2002 году при реорганизации Постоянного комитета по интерпретации (ПКИ), который в свою очередь был создан в апреле 1997 году. КИМФО выпускает проекты интерпретаций стандартов для общественного обсуждения, окончательное тексты интерпретаций утверждает СМСФО, становясь нормативной базой МСФО.
В состав входит 14 экспертов, назначенных Попечителями.
Функции КИМФО.
- разъяснять применение МСФО и даёт рекомендации по вопросам, не рассматриваемых в МСФО, и отвечает по запросу СМСФО;
- обеспечить сближения стандартов финансовой отчётности с национальными стандартами финансовой отчётности;
- публиковать полученные комментарии от общественности до окончательного принятия интерпретаций;
- отчитываться перед СМСФО и получать одобрения об окончательном варианте интерпретации.

Интерпретации КИМФО обозначаются IFRIC, ранее обозначались SIC.

## Консультативный совет по стандартам
Консультативный совет по стандартам консультирует членов СМСФО и КИМФО и предоставляет форум для организаций и лиц, желающих участвовать в обсуждении методических и иных вопросов, касающихся применения и формулировки стандартов, в выработке рекомендаций Совету и
Попечителям по вопросам повестки дня и приоритетам. Консультативный совет по стандартам состоит из 48 представителей из 43 организаций, назначаемых Попечителями на 3 года, представляющих различные географические регионы и области деятельности.